# 419 pr. n. št.
Stoletja: 6. stoletje pr. n. št. - 5. stoletje pr. n. št. - 4. stoletje pr. n. št.
Desetletja: 470. pr. n. št. 460. pr. n. št. 450. pr. n. št. 440. pr. n. št. 430. pr. n. št. - 420. pr. n. št. - 410. pr. n. št. 400. pr. n. št. 390. pr. n. št. 380. pr. n. št. 370. pr. n. št.
Leta: 424 pr. n. št. 423 pr. n. št. 422 pr. n. št. 421 pr. n. št. 420 pr. n. št. - 419 pr. n. št. - 418 pr. n. št. 417 pr. n. št. 416 pr. n. št. 415 pr. n. št. 414 pr. n. št.